# 장갑순양함

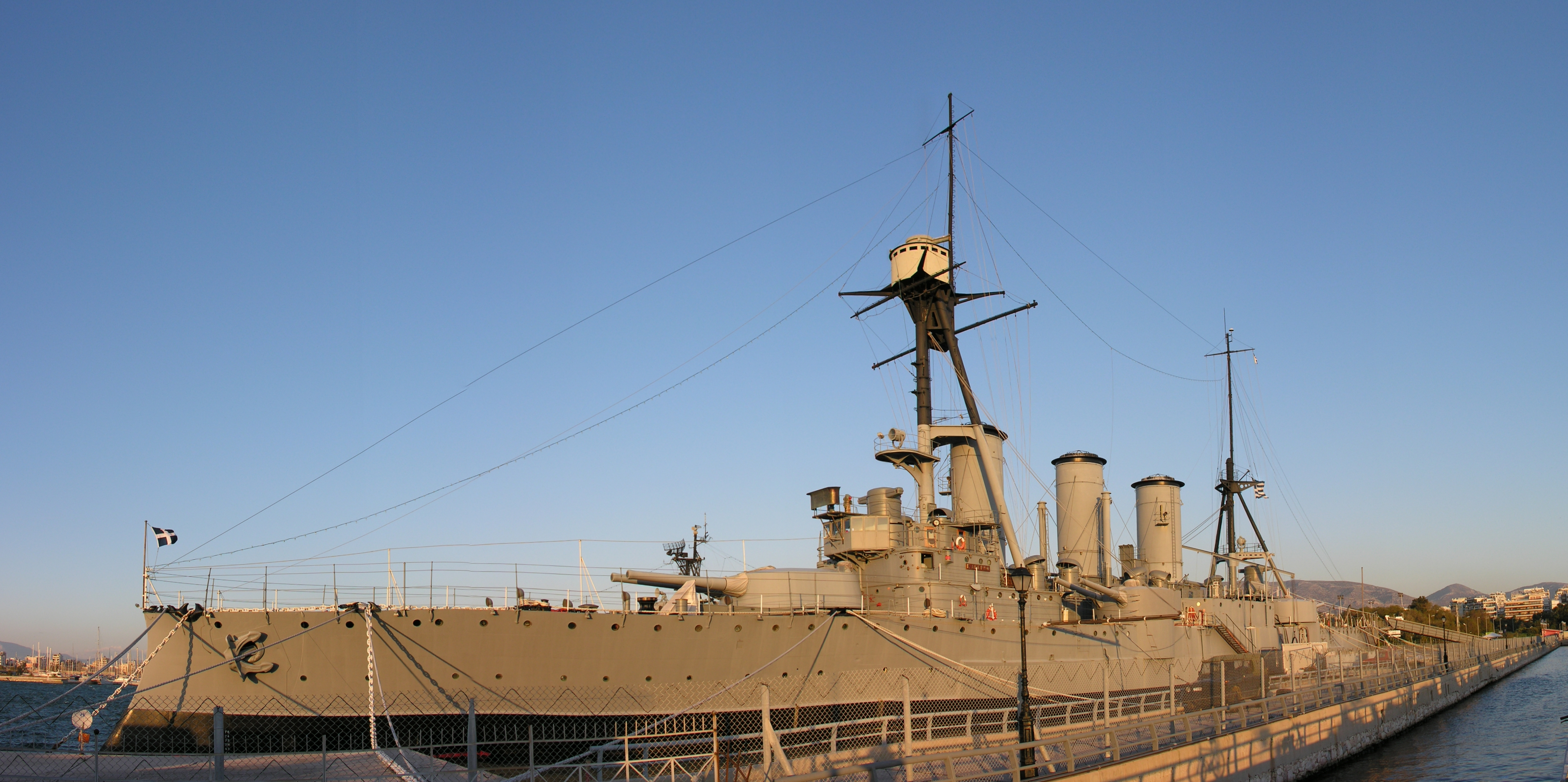

장갑순양함(영어: armored, armoured cruiser)은 순양함의 일종으로, 양측의 장갑에 의해 방호되며, 방호순양함의 특성인 갑판과 석탄창고의 방호도 갖추고 있었다.
장갑순양함은 러일 전쟁의 '울산해전'과 제1차 세계대전의 '코로넬해전'의 주요 전투함이었고, 다른 전투에서는 중요한 지원 업무를 수행하였다.
1800년대 중반의 폭발성 폭탄의 발전은 그 비용과 무게에도 불구하고 장갑을 두른 전함을 필요하게 하였다. 장갑순양함은 1873년경에 서양의 큰 규모의 해군에서 등장하기 시작하였고, 1908년까지 계속 제작되었다. 이 시대에는, 이들 군함은 새로 등장한 "전거포탑재" 드레드노트 전함에 뒤처지게 되었고, 순양전함이 그 자리를 계승하였다.

## 같이 보기
- 방호순양함
- 순양전함